# Хистрионични поремећај личности
Хистрионични поремећај личности (F60.4) је поремећај личности који карактерише театралност у изражавању емоција, потреба за пажњом, признањем и узбуђењем и афективна нестабилност. Назив поремећаја потиче од латинске речи хистрио (histrio,-onis, m.), што значи глумац.
Особе са хистрионичним поремећајем осећају се непријатно када нису у центру пажње, и како би је придобиле драматизују и преувеличавају чињенице, осећања и искуства или теже истицању заводљивим понашањем, физичким изгледом и појавом. Углавном имају добро развијене социјалне вештине, и интерперсонално одају утисак шармантних, живахних особа склоних флерту, манипулативном и импулсивном понашању. Труде се да изгледају привлачно и истакну се јарком или провокативном одећом. Каприциозне су, са емоцијама које се брзо и лако мењају, а чијим драматичним испољавањем могу посрамити околину или деловати неискрено. Когнитивно су сугестибилне и могу потпасти под утицај особа којима се диве.
Особе са овим поремећајем често нису свесне да имају проблем, и траже помоћ када симптоми почну да представљају тешкоћу на послу, у међуљудским односима или ометају лично благостање. Хистрионични поремећај се дијагностификује у раном одраслом добу, после 18. године. Преваленца поремећаја у општој популацији је од 2 до 3%, а 4 пута је чешћи код жена него код мушкараца. Међутим, могуће је да жене више траже психолошку помоћ и отвореније говоре о симптомима.

## Дијагноза
Суштинска особина овог поремећаја личности је продорна и претерана емоционалност и понашање са којим се тражи пажња. Овај образац почиње у раном одраслом добу и присутан је у различитим контекстима. Појединци се осећају непријатно или се осећају нецењено када нису у центру пажње. Често су живахни и драматични, имају тенденцију да привлаче пажњу на себе и могу у почетку да очарају нова познанства својим ентузијазмом, привидном отвореношћу или флертовањем. Ови квалитети се троше како ови појединци стално захтевају да буду у центру пажње. Они претендују на улогу да буду главни на журци, а ако нису у центру пажње, могу учинити нешто драматично (нпр. измишљати приче, направити сцену) како би скренули фокус на себе.
Ова потреба је често очигледна у њиховом понашању са клиничаром (нпр. ласкање, доношење поклона, пружање драматичних описа физичких и психолошких симптома који се замењују новим симптомима сваке посете).
По Дијагностичком и статистичком приручнику за менталне поремећаје, како би се дијагноза хистрионичног поремећаја утврдила неопходна је первазивност понашања у циљу привлачења пажње и присуство афективних нерегуларности уз најмање пет од следећих критеријума:
1. Непријатан/-а је у ситуацијама у којима он или она нису у центру пажње.
2. Интеракцију са другима често карактерише непримерено сексуално заводљиво или провокативно понашање.
3. Приказује брзе промене и плитко изражавање емоција.
4. Доследно користи физички изглед да скрене пажњу на себе.
5. Има стил говора који је претерано импресионистички и без детаља.
6. Показује самодраматизацију, театралност и преувеличано изражавање емоција.
7. Сугестибилност, лабилност (тј. на њега лако утичу други или околности).
8. Сматра да су везе интимније него што заправо јесу.[7]

## Коморбидитети и компликације
Уз овај поремећај често се јављају и:
- Антисоцијални поремећај личности
- Гранични поремећај личности
- Зависни поремећај личности
- Депресија
- Анксиозни поремећаји
- Напади панике
- Болести зависности (злоупотреба алкохола, психоактивних супстанци)
- Соматоформни поремећаји

Особе са хистрионичним поремећајем личности могу имати интерперсоналних и брачних проблема због заводљивог понашања и променљивог расположења. Потреба за привлачењем пажње може их навести на претње самоубиством или самоповређујуће гестове.

## Диференцијална дијагноза
Хистрионични поремећај треба разликовати од нарцистичког, зависног и граничног поремећаја личности.
Тежња да буду у центру пажње заједничка је особама са нарцистичким и хистрионичним поремећајима личности. Међутим, код нарцистичког поремећаја особе теже да изазову дивљење, док особе са хистрионичним поремећајем траже било који тип пажње.
И особе са граничним и са хистрионичним поремећајем карактерисане су интензивним и променљивим емоционалним стањима – међутим, особе са граничним поремећајем углавном имају негативно мишљење о себи.
И код зависног и код хистрионичног поремећаја присутна је тежња особа да буду у близини других људи, али су особе са зависним поремећајем личности престрављене могућношћу да буду одбијене и презрене, и због тога су више инхибиране у понашању.

## Узроци
Иако не постоји експлицитни узрок хистрионичног поремећаја, претпоставља се да на његово формирање утиче више чинилаца, те да је он последица и наследних и срединских фактора.
Једна претпоставка је да се поремећај развија као неодговарајући механизам одбране, као реакција на трауматични догађај или трауматично окружење.
Друга претпоставка је да на развој поремећаја утичу родитељи и васпитање. Претерано удовољавање детету и неспособност родитеља да поставе границе може утицати на развој поремећаја. Родитељи који и сами испољавају драматично, променљиво и неприкладно сексуално понашање могу бити модел деци и бити фактор ризика за развој поремећаја.
Породична историја поремећаја личности, психијатријских поремећаја и болести зависности представља предиспозицију за развој поремећаја.

## Лечење
Психотерапија може помоћи особама са хистрионичним поремећајим личности да стекну увид у свој проблем и омогућити боље друштвено и професионално функционисање.
Супортивна психотерапија, при којој се пацијенту пружа подршка, саосећање и охрабрење, може бити корисна у регулисању поремећаја, јер обезбеђује умирујуће, непретеће психотерапијско окружење, умањује емоционалну нелагоду, подучава конструктивним механизмима одбране и ради на побољшању самопоштовања.
Психодинамска психотерапија такође може бити добра терапијска метода јер подстиче кориснике да укључе фазе које су прескочили током емоционалног развоја, да разумеју конфликте који су у позадини њихових неадаптивних понашања и да замене неадекватна понашања и реакције прикладнијим.
Одређени симптоми могу захтевати посебан третман психофармацима. Афективна нестабилност може се лечити антидепресивима, антипсихотицима и стабилизаторима расположења. Стабилизатори расположења се могу користити и за умањење импулсивности.

## Преваленција
Подаци из Националног епидемиолошког истраживања о алкохолу и сродним стањима из 2001–2002. сугеришу да је преваленца хистрионичног поремећаја личности 1,84%.